# Marzano Appio
Marzano Appio es un municipio situado en el territorio de la provincia de Caserta, en la Campania (Italia), con 2.405 habitantes.

## Demografía
| Gráfica de evolución demográfica de Marzano Appio entre 1861 y 2001 |
|                                                                     |
| Fuente ISTAT - elaboración gráfica de Wikipedia                     |